# Leiben
Leiben je městys (Marktgemeinde) v okrese Melk v rakouské spolkové zemi Dolní Rakousy. Žije zde přibližně 1 400 obyvatel.

## Geografie
Leiben leží na jižním okraji Waldviertelu (Lesní čtvrti) v rozšiřujícím se údolí potoka v Dolních Rakousích. Plocha městyse je 12,54 kilometrů čtverečních a 27,12 % plochy je zalesněno.

### Katastrální území
- Ebersdorf
- Kaumberg
- Lehen
- Leiben
- Losau
- Mampasberg
- Urfahr
- Weinzierl
- Weitenegg

## Historie

### Vývoj počtu obyvatel
- 1971 1264
- 1981 1304
- 1991 1344
- 2001 1289

## Politika
V zastupitelstvu obce je 19 křesel, která po volbách v roce 2015 jsou podle získaných mandátů rozdělena takto:
- SPÖ 11
- ÖVP 8

### Starostové
- 2000–2013 Karl-Heinz Spring (SPÖ)[2]
- 2013–2016 Franz Raidl (SPÖ)[3]
- od roku 2016 Gerlinde Schwarz (SPÖ)

## Kultura a pamětihodnosti

### Budovy
- Zámek Leiben

### Muzea
- Zemské technické muzeum

### Hudba
- Hudební spolek Lehen

### Pravidelné akce
- Velikonoční výstava
- Slavnost smyslů
- Podzimní rely
- Koníčky-zručnost-advent

## Hospodářství a infrastruktura
Nezemědělských pracovišť bylo v roce 2001 47, zemědělských a lesnických pracovišť bylo v roce 1999 47. Počet výdělečně činných osob v místě bydliště při sčítání lidu v roce 2001 bylo 619, tj. 49,03 %.